# Myrmeleon (Myrmeleon) stigmalis
Myrmeleon (Myrmeleon) stigmalis is een insect uit de familie van de mierenleeuwen (Myrmeleontidae), die tot de orde netvleugeligen (Neuroptera) behoort. 
Myrmeleon (Myrmeleon) stigmalis is voor het eerst wetenschappelijk beschreven door Navás in 1912.